# John Cabang
John Christopher Cabang Tolentino (Madrid, 27 de agosto de 2001) es un atleta hispanofilipino especializado en carreras de vallas.
Si bien nació en España, país en el que vive, representa internacionalmente a Filipinas, país de origen de su familia y cuya nacionalidad también ostenta.
Ha sido medalla de bronce en los 60 m vallas del Campeonato Asiático de Atletismo en Pista Cubierta de 2024.

## Competiciones internacionales
| Representando a Filipinas | Representando a Filipinas              | Representando a Filipinas | Representando a Filipinas | Representando a Filipinas | Representando a Filipinas |
| Año                       | Competición                            | Sede                      | Puesto                    | Prueba                    | Marca                     |
| ------------------------- | -------------------------------------- | ------------------------- | ------------------------- | ------------------------- | ------------------------- |
| 2023                      | Campeonato de Asia en Pista Cubierta   | Nursultán (Kazajistán)    | 10.º (s.)                 | 60 m vallas               | 7.96                      |
| 2023                      | Campeonato de Asia                     | Bangkok (Tailandia)       | 4.º                       | 110 m vallas              | 13.56                     |
| 2023                      | Juegos Asiáticos                       | Hangzhou (China)          | 4.º                       | 110 m vallas              | 13.62                     |
| 2024                      | Campeonato de Asia en Pista Cubierta   | Teherán (Irán)            | Medalla de bronce         | 60 m vallas               | 7.64                      |
| 2024                      | Campeonato del Mundo en Pista Cubierta | Glasgow (Reino Unido)     | 18.º (sf.)                | 60 m vallas               | 7.68                      |
| 2024                      | Juegos Olímpicos                       | París (Francia)           | 32.º (s.)                 | 110 m vallas              | 13.66                     |